# Peugeot 504
Pour le camion des années 1910, voir Peugeot type 504.
 (avril 2023).
Si vous disposez d'ouvrages ou d'articles de référence ou si vous connaissez des sites web de qualité traitant du thème abordé ici, merci de compléter l'article en donnant les références utiles à sa vérifiabilité et en les liant à la section « Notes et références ».

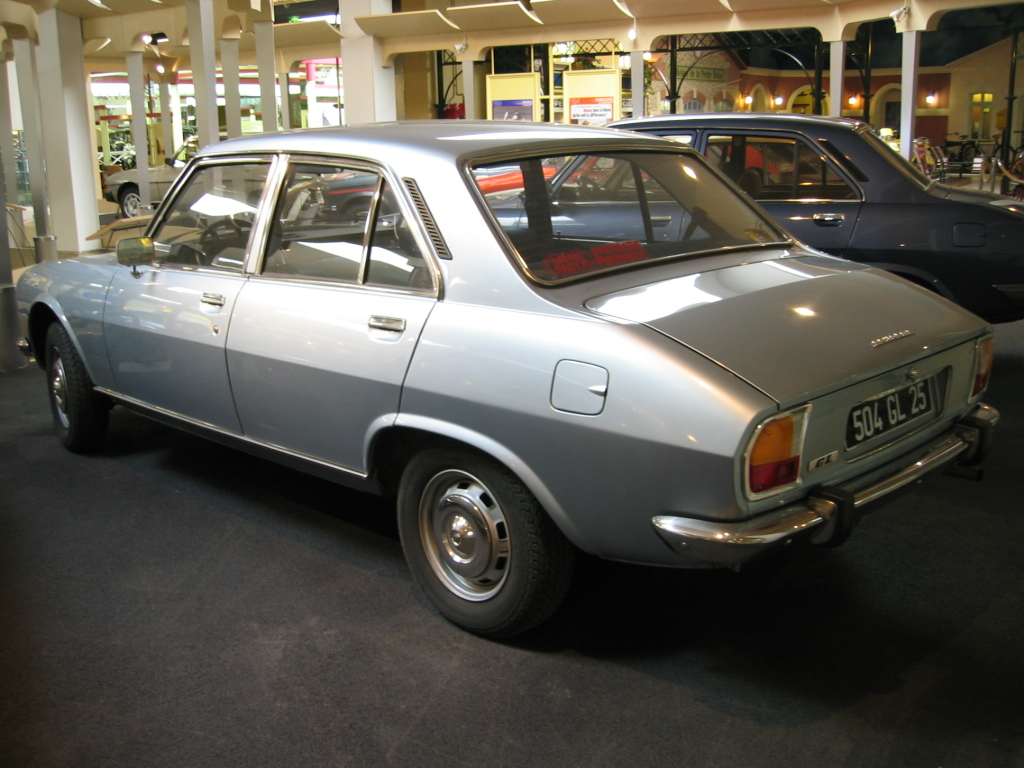
Peugeot 504

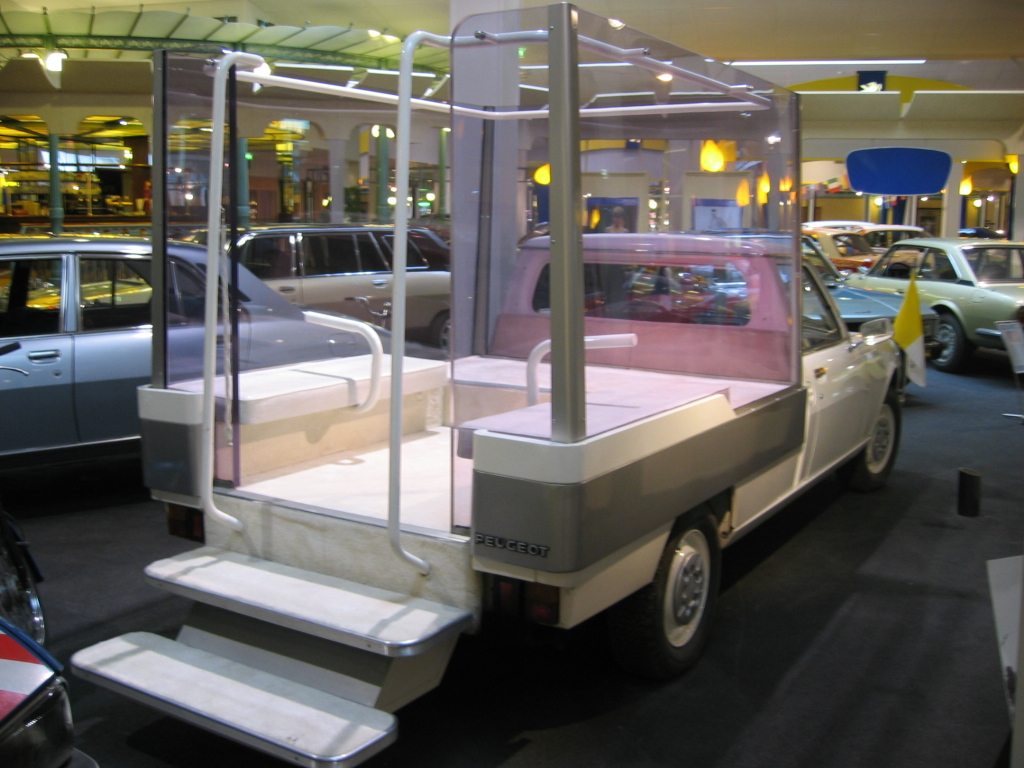
Peugeot 504 pick-up, papamobile blindée du pape Jean-Paul II

La Peugeot 504 est une automobile de la marque Peugeot, de catégorie 10/11 CV, commercialisée en Europe entre 1968 et 1996, ainsi qu'en Amérique du Sud et en Afrique où elle fut produite jusqu'en 2005. Elle connut un succès commercial important, produite à plus de 3,7 millions d'exemplaires sous diverses formes : berline, break, coupé, cabriolet, pick-up, et 4 × 4. Ce modèle gagna à plusieurs reprises les principaux rallyes africains (Safari, Maroc, Bandama).
La 504 a remporté le trophée européen de la voiture de l'année en 1969.
En 2013, le Los Angeles Times l'a qualifié de « bête de somme de l'Afrique ».

## Évolutions de la 504
- 1968 : La sortie de la 504, prévue en juin 1968, est reportée au mois de septembre en raison des évènements de mai 68. La 504 est la première propulsion de la marque à posséder quatre roues indépendantes.
- Modèles 1969 : La gamme comprend la 504 à carburateur – 10 CV – 1 796 cm3 de 82 chevaux DIN (87 ch SAE), la 504 Injection – 10 CV – 1 796 cm3 de 103 chevaux SAE (97 ch DIN), la 504 coupé 4 places et la 504 cabriolet 4 places, toutes deux dotées du même moteur (XMKF6) que la berline ; ces deux derniers modèles apparaissant au salon de Genève en mars 1969.
- Modèles 1970 : Les ceintures de sécurité sont montées à l'avant en série.
- Modèles 1971 : Les 504 à carburateur et à injection reçoivent un moteur 2 litres (11 CV) de 1 971 cm3 (les XN1 & XN2). La boîte automatique est aussi proposée avec le moteur à injection. Lancement des dérivés longs à essieu arrière rigide : commerciale, break et familiale 7 places. Nouveau moteur Diesel 2 112 cm3 livrable sur la berline puis la familiale.
- Modèles 1972 : La berline bénéficie de panneaux de custode percés d’ouïes de sortie d’air et d'un rétroviseur extérieur.
- Modèles 1973 : Les berlines 504 carburateur et Injection s’appellent respectivement 504 GL et TI. Elles ont le levier de vitesses au plancher en série. En avril 1973, arrivée d’une version économique 504 L. Cette berline est simplifiée : essieu arrière rigide, tableau de bord type commerciale à compteur horizontal et pas de butoirs de pare-chocs, et moteur à carburateur – 10 CV – de 1 796 cm3.
- Modèles 1974 : Au catalogue : 504 L/commerciale, GL/break/familiale, TI, LD/commerciale 1 948 cm3, GLD/familiale 2 112 cm3, coupé et cabriolet.
- Modèles 1975 : Améliorations mécaniques, nouveau volant mousse et jantes aux alvéoles élargis sur berlines GL et TI, poignées de portes extérieures encastrées et clignotants avant blancs jusqu'en 1980. Nouvelle face avant, feux arrière rectangulaires et nouveau moteur V6 PRV 2 664 cm3 à deux carburateurs sur les coupés et cabriolets tandis que les versions 4 cylindres disparaissent du catalogue.
- Modèles 1976 : La 504 TI s'équipe de vitres électriques à l’avant en série.
- Modèles 1977 : La berline GLD, qui est largement majoritaire parmi les taxis, reçoit un moteur de 2 304 cm3. Elle adopte une nouvelle calandre noire mat avec nouveau Lion ainsi que les versions GL et TI. Cette dernière bénéficie d'une direction assistée.
- Modèles 1978 : Nouveau moteur V6 144 ch à injection et boîte 5 rapports sur le coupé. Les coupés et cabriolets 4 cylindres réapparaissent entraînant la suppression du cabriolet V6. Moteurs 2.3D sur familiale et 2.1D sur break LD.
- Modèles 1979 : Les berlines L et LD s’appellent dorénavant 504 et 504 D. Elles disposent d'un nouveau tableau de bord, d'un levier de vitesses au plancher, de butoirs de pare-chocs, de jantes aux alvéoles élargis et d'un moteur 2.1D (504 D). Le coupé V6 se dote de jantes millimétriques pour pneumatiques Michelin TRX.
- Modèles 1980 : à la suite de l'apparition de la 505, arrêt des berlines à moteur 2 litres essence (GL et TI). La gamme se recompose ainsi : berlines GR (ex-504), SR et break 1.8, break GR (ex-GL) et familiale 2.0, berline GRD (ex-504D), SRD et break 2.1D, familiale 2.3D, coupé et cabriolet 4 cylindres, coupé V6. Toutes les berlines possèdent un essieu arrière rigide. Sur coupés et cabriolet : nouveaux pare-chocs boucliers, et sur V6, jantes en alliage léger. Apparition des Pick-ups 504 essence 1 618 cm3 et Diesel 1 948 cm3.
- Modèles 1981-82 : Moteur 2.3D sur nouveau break GRD (1981) et sur berlines GRD/SRD (1982).
  - Pour 1981 : présentation des 504 break GR et familial 4 × 4 transformés par "Dangel".
  - Pour 1982 : les coupés et le cabriolet 504 deviennent les coupés et le cabriolet Pininfarina avec un tableau de bord à 5 cadrans. Lancement des Pick-ups 504 GR à la finition améliorée (montre, accoudoirs de porte), ils abandonneront tous les chromes pour 1984 et s'appelleront Pick-up 504 « Confort » pour 1987.
- Modèles 1983 : Les Pick-up 504 4 × 4 "Dangel" sont commercialisés. Les berlines GR/GRD, les familiales, les coupés et le cabriolet, qui seuls subsistent, sont supprimés en juillet 1983.
- Modèles 1988-90 : Pick-up 504 « Entrepreneur » 2.1D (1988) puis 2.3D (1990).
- Modèles 1995-96 : Le Pick-up Diesel 2.3 vendu en France est désormais fabriqué en Argentine, la production étant terminée en France[5]. Il reçoit un tableau de bord et un pare-chocs bouclier avant type 504 « Argentine », des « gros » pneus, un pare-chocs et des bavettes à l'arrière.
- 1998 : arrêt de la production de la 504 en Argentine.
- 2001 : arrêt de la production de la 504 au Kenya[6].
- 2005 : arrêt de la production de la 504 au Nigeria, la fabrication a continué dans l'usine de Kaduna jusqu'à fin 2005[7].

## 504 Coupé et Cabriolet
Les deux versions sont présentées en mars 1969. Elles sont l'œuvre du carrossier italien Pininfarina.

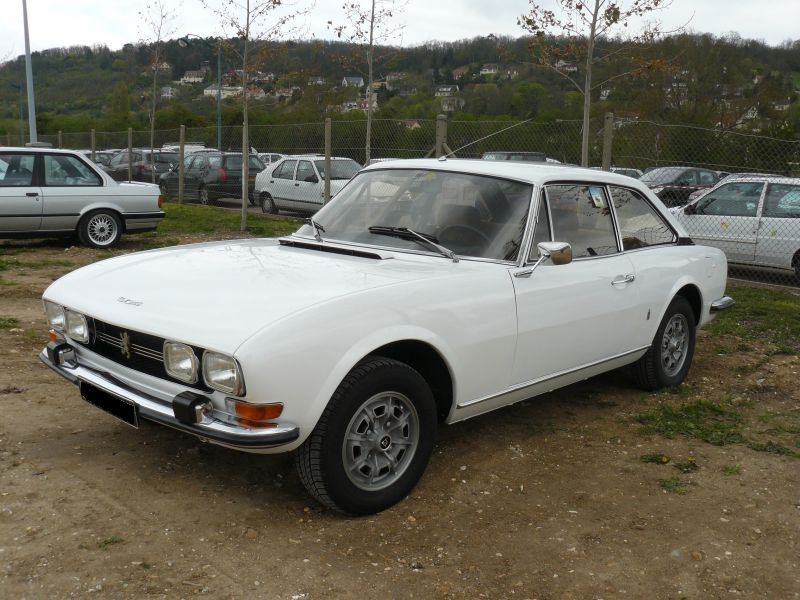
Peugeot 504 coupé première série
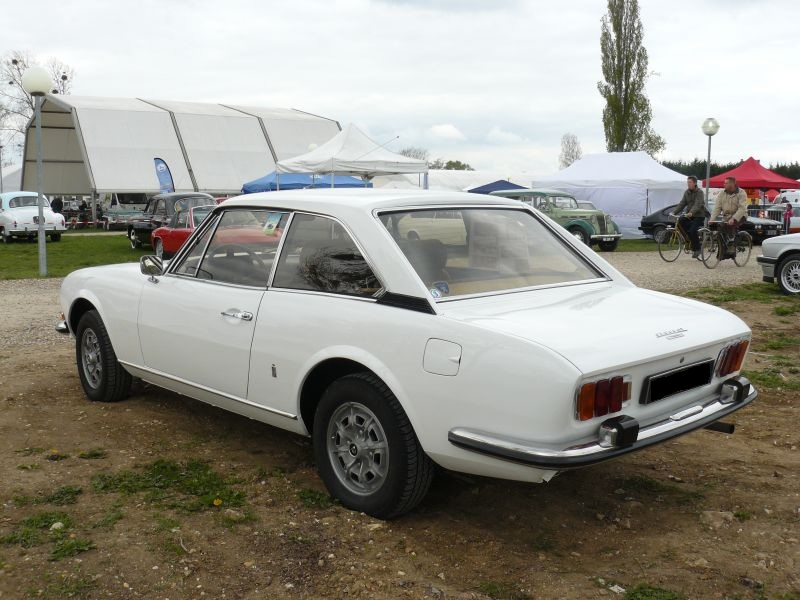
Peugeot 504 coupé première série
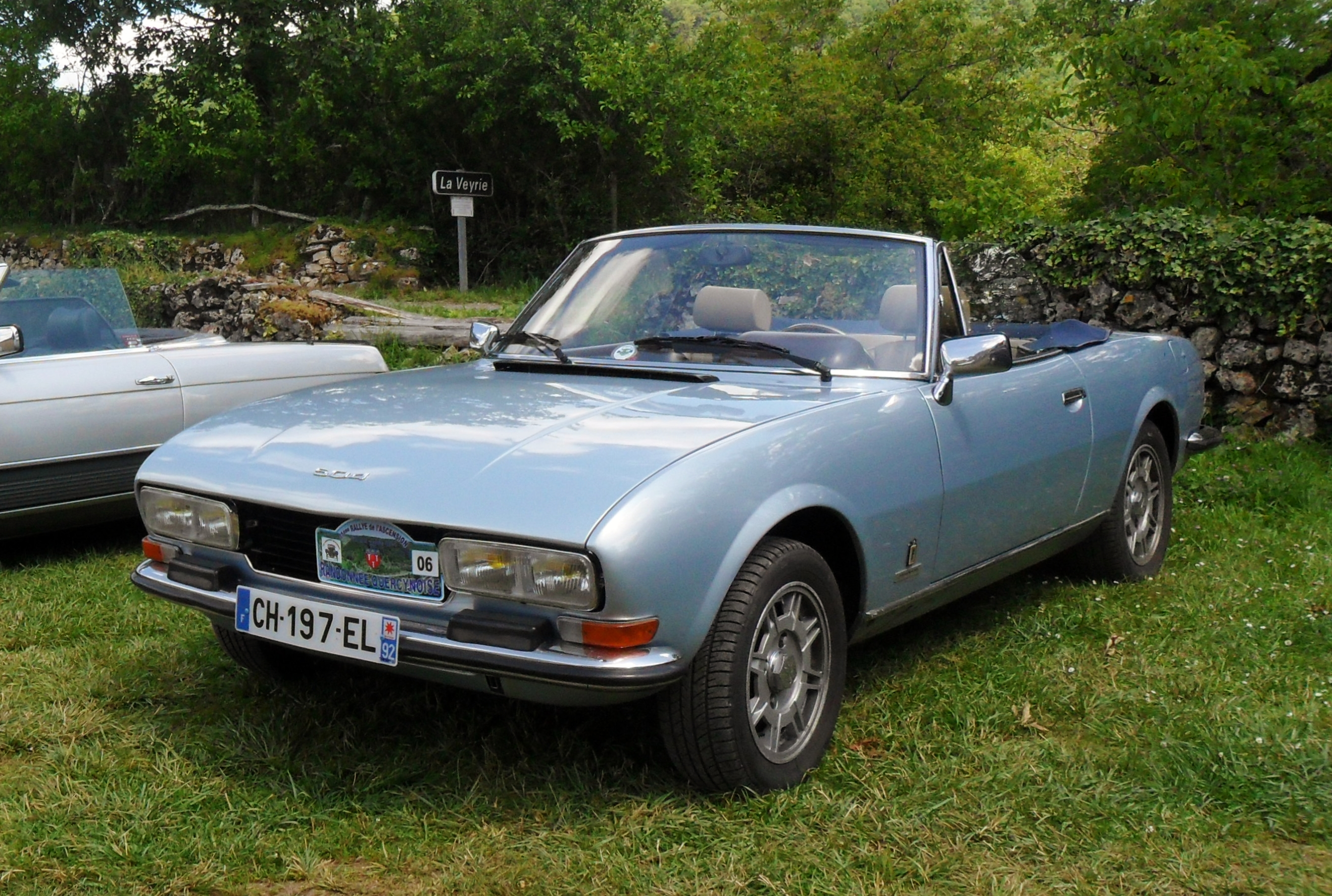
Peugeot 504 cabriolet deuxième série
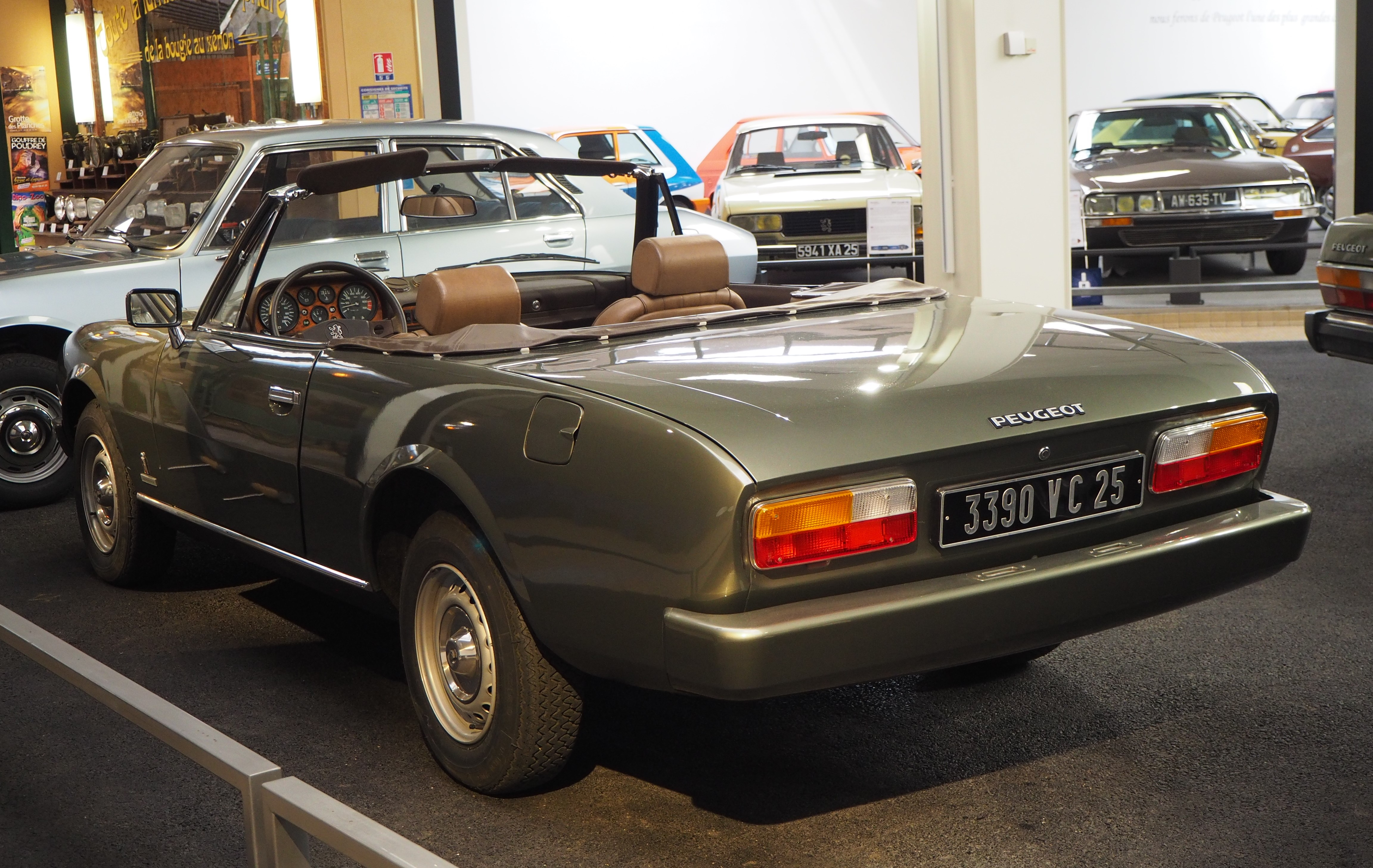
Peugeot 504 cabriolet troisième série

## Motorisations

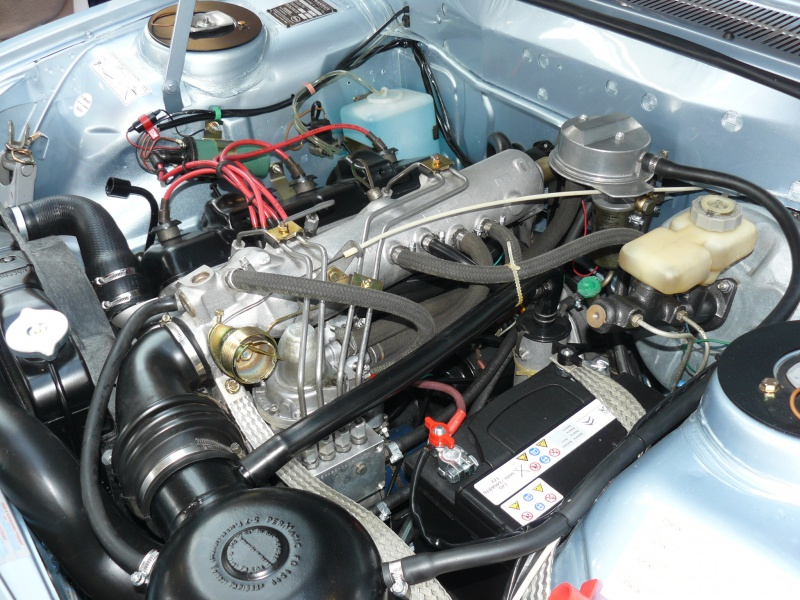
Moteur de la 504 Ti.

À cause de la propulsion aux roues arrière, le moteur est installé longitudinalement ; de plus, il est incliné à 45° comme sur la 404.

### Essence
|                      | 1.6                            | 1.8                            | 1.8                            | 1.8                               | 2.0                            | 2.0                            | 2.0                              | 2.0                              | 2.7                                   | 2.7                                  |
| -------------------- | ------------------------------ | ------------------------------ | ------------------------------ | --------------------------------- | ------------------------------ | ------------------------------ | -------------------------------- | -------------------------------- | ------------------------------------- | ------------------------------------ |
| Architecture         | 4 cylindres en ligne essence   | 4 cylindres en ligne essence   | 4 cylindres en ligne essence   | 4 cylindres en ligne essence      | 4 cylindres en ligne essence   | 4 cylindres en ligne essence   | 4 cylindres en ligne essence     | 4 cylindres en ligne essence     | 6 cylindres en V essence              | 6 cylindres en V essence             |
| Cylindrée (cm3)      | 1618                           | 1796                           | 1796                           | 1796                              | 1971                           | 1971                           | 1971                             | 1971                             | 2664                                  | 2664                                 |
| Code moteur          |                                | XM7                            | XM7                            | XM-KF6                            | XN1                            | XN1                            | XN2                              | XN2                              | ZM                                    | ZM                                   |
| Système d'injection  | Carburateur Solex simple corps | Carburateur Solex simple corps | Carburateur Solex simple corps | Injection mécanique Kugelfischer  | Carburateur Solex double corps | Carburateur Solex double corps | Injection mécanique Kugelfischer | Injection mécanique Kugelfischer | Carburateur Solex double/simple corps | Injection mécanique Bosch K-Jetronic |
| Puissance maximale   | 62 ch                          | 73 ch à 5000 tr/min            | 79 ch à 5100 tr/min            | 97 ch à 5500 tr/min               | 93 ch à 5200 tr/min            | 96 ch à 5200 tr/min            | 104 ch à 5200 tr/min             | 106 ch à 5200 tr/min             | 136 ch à 5750 tr/min                  | 144 ch à 5500 tr/min                 |
| Couple maximal       |                                | 137 Nm à 3000 tr/min           | 142 Nm à 2500 tr/min           | 137 Nm à 3000 tr/min              | 160 Nm à 3000 tr/min           | 160 Nm à 3000 tr/min           | 168 Nm à 3000 tr/min             | 168 Nm à 3000 tr/min             | 207 Nm à 3500 tr/min                  | 216 Nm à 3000 tr/min                 |
| Carrosserie          | Pick-up                        | Berline Commerciale Pick-up    | Berline Commerciale Pick-up    | Berline injection Coupé Cabriolet | Berline Break Familiale        | Berline Break Familiale        | Sauf dérivés longs               | Sauf dérivés longs               | Coupé Cabriolet                       | Coupé                                |
| Années de production | 1979-1987                      | 1968-1994                      | 1968-1994                      | 1968-1970                         | 1970-1983                      | 1970-1983                      | 1970-1980                        | 1970-1980                        | 1974-1977                             | 1977-1983                            |

### Diesel
|                         | 1.9                                           | 1.9                                           | 1.9                                           | 2.1                                           | 2.1                                           | 2.3                                           |
| ----------------------- | --------------------------------------------- | --------------------------------------------- | --------------------------------------------- | --------------------------------------------- | --------------------------------------------- | --------------------------------------------- |
| Moteur                  | Moteur XD Indenor 4 cylindres en ligne diesel | Moteur XD Indenor 4 cylindres en ligne diesel | Moteur XD Indenor 4 cylindres en ligne diesel | Moteur XD Indenor 4 cylindres en ligne diesel | Moteur XD Indenor 4 cylindres en ligne diesel | Moteur XD Indenor 4 cylindres en ligne diesel |
| Cylindrée (cm3)         | 1948                                          | 1948                                          | 1948                                          | 2112                                          | 2112                                          | 2304                                          |
| Puissance maximale (ch) | 49                                            | 50                                            | 56                                            | 59                                            | 65                                            | 70                                            |
| Carrosserie             | Pick-up                                       | Berline LD Commerciale                        | Berline LD Commerciale                        | Pick-up Entrepreneur                          | Berline Break Familiale                       | Berline Break GRD Familiale Pick-up           |
| Années de production    | 1979-1987                                     | 1970-1978                                     | 1970-1978                                     | 1987-1989                                     | 1970-1982                                     | 1977-1996                                     |

Certains moteurs de la 504 ont été montés sur les utilitaires J7 et J9 ainsi que sur le P4 militaire (base de Mercedes classe G).

## Palmarès
- Titres

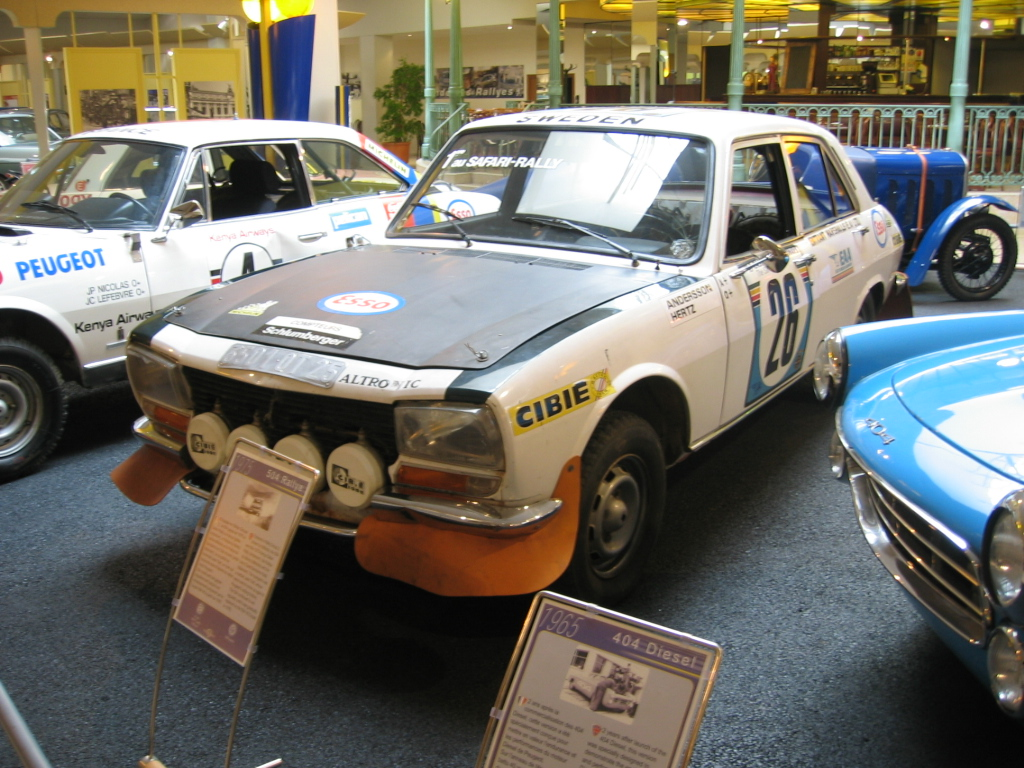
Peugeot 504 TI du Safari rallye 1975 (Andersson / Hertz)...

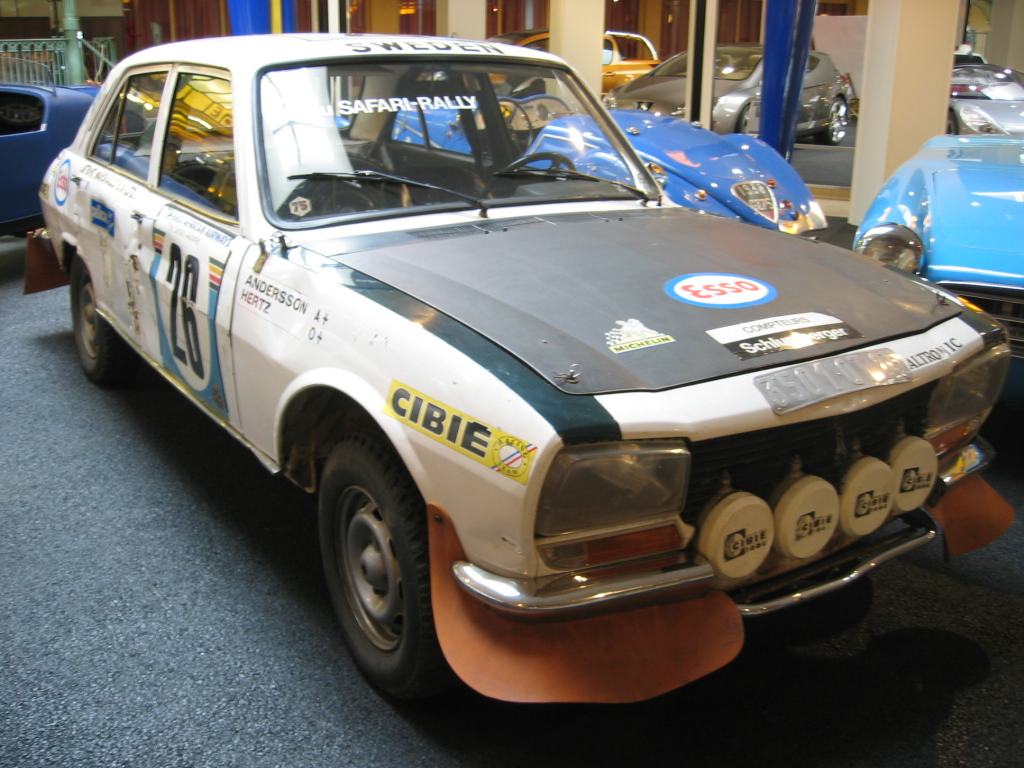
...la même (vainqueur de l'épreuve).

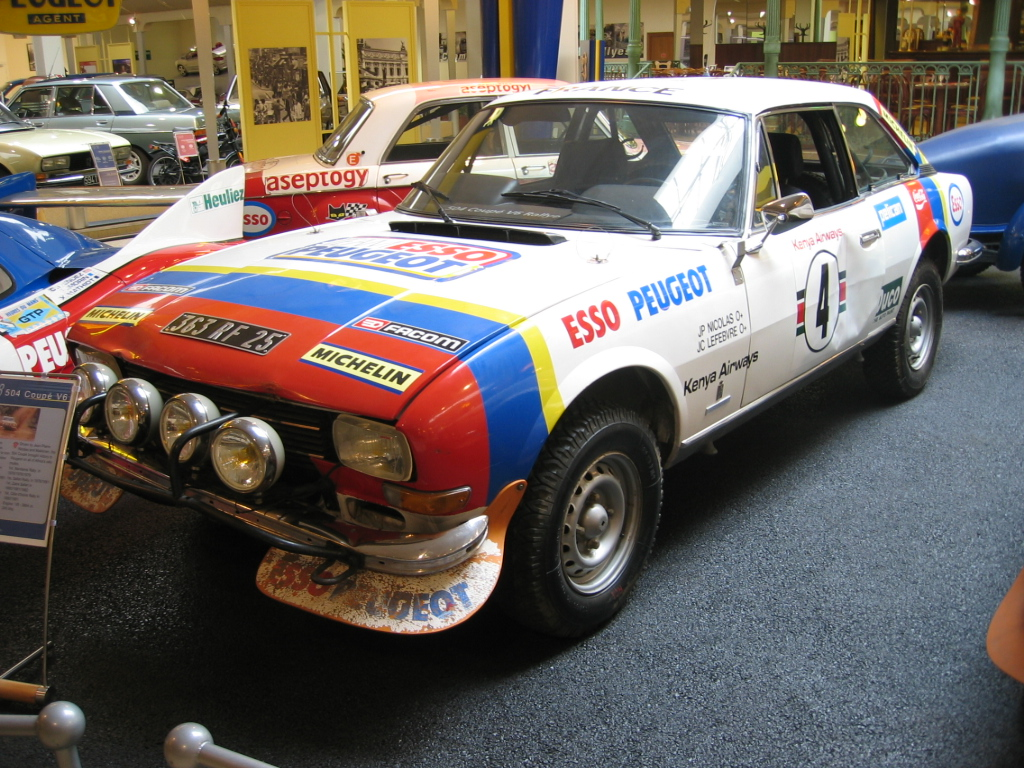
Peugeot 504 coupé V6 Safari rallye (Nicolas / Lefebvre).

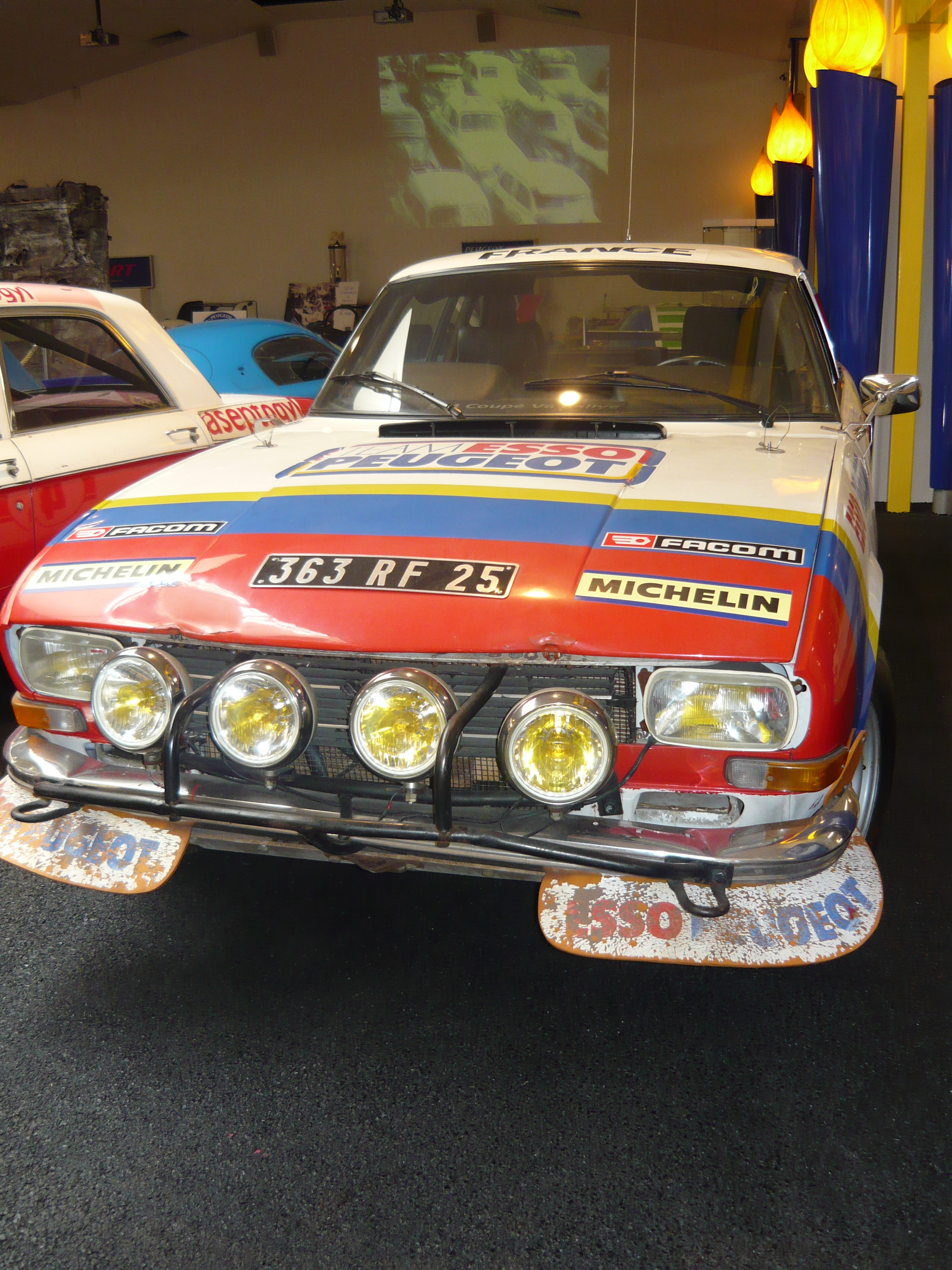
De face, la 504 Coupé V6 de Nicolas au Safari 1978.

  - Campeonato Argentino de Turismo Nacional (10) en 1970, 1971, 1972, 1973, 1978 (CADAD et ACA) et 1979 (le tout en classe C), puis 1981 (classe D), 1982 (classe 12) et 1983 (classe 3)
  - Campeonato Argentino TC 2000 en 1979 (1re édition)
- Rallye Bandama :
  - 1971 : victoire Peugeot 504 (Neyret-Terramorsi).
  - 1974 : victoire Peugeot 504 TI (Mäkinen-Liddon) (hors WRC).
  - 1975 : victoire Peugeot 504 TI (Consten-Flocon) (hors WRC).
  - 1976 : victoire Peugeot 504 Coupé V6 (Mäkinen-Liddon) (hors WRC - 5 premières places).
  - 1978 : victoire Peugeot 504 Coupé V6 (Nicolas-Gamet) (WRC).
- Rallye du Maroc :
  - 1975 : victoire Peugeot 504 TI (Mikkola-Todt) (WRC).
  - 1976 : victoire Peugeot 504 TI (Nicolas-Gamet) (WRC).
- Rallye Safari :
  - 1975 : victoire Peugeot 504 TI (Andersson-Hertz) (WRC).
  - 1978 : victoire Peugeot 504 Coupé V6 (Nicolas-Lefebvre) (WRC).
- Rallye CODASUR :
  - 1979 (1re édition) : victoire Peugeot 504 (Chasseuil - Todt).
- Tour du Maghreb
  - 1979 (1re édition) : victoire Peugeot 504 V6 Coupé (Renardat).
- Championnat de Côte d'Ivoire :
  - 1977 : victoire Peugeot 504 TI (Adolphe Choteau, 1re édition).
  - 1979 : victoire Peugeot 504 Coupé V6 (Alain Ambrosino).
- Rallye de Suède :
  - 1979 : victoire Peugeot 504 en catégorie Diesel (Trana).
- Rallye de Marseille :
  - 1980 : victoire Peugeot 504 (Lartigue).
- Rallye du Zaïre :
  - 1980 et 1981 : victoire Peugeot 504 Coupé V6 (Ambrosino) (AFR).
- Rallye du Kenya :
  - 1981 : victoire Peugeot 504 Coupé V6 (Ambrosino) (AFR).
- Sno*Drift Rally :
  - 1981 : victoire Peugeot 504 (Perusse).
- Championnat d'Afrique (AFR) :
  - 1984 : victoire Peugeot 504 Pick-up (David Horsey).
- Rallye du Zimbabwe :
  - 1984 : victoire Peugeot 504 Pick-up (Horsey) (AFR).
- Rallye du Ruanda :
  - 1984 : victoire Peugeot 504 Pick-up (Horsey) (AFR).

Autres podiums en WRC:
- 2e rallye du Maroc 1975 (Consten).
- 2e rallye du Maroc 1976 (Lampinen).
- 2e rallye Bandama 1978 (Mäkinen, Coupé V6).
- 3e rallye Safari 1973 (Andersson).
- 3e rallye Bandama 1980 (Ambrosino, Coupé V6 - engagé jusqu'en 1983 (5e)).

Autres podiums:
- 2e rallye du Maroc 1971 (Chasseuil).
- 2e rallye Bandama 1971 (Gérenthon).
- 2e rallye Bandama 1975 (Mäkinen).
- 3e rallye Safari 1970 (Shankland) (IMC);
- 3e rallye Safari 1971 (Shankland) (IMC);
- 3e rallye Bandama 1974 (Pescarolo).
- 3e rallye Bandama 1977 (Guichet).

Soit 10 podiums en mondial pour 5 victoires - meilleur classement constructeurs 5e en 1975, et J.P. Nicolas 2e de la Coupe FIA des pilotes en 1978 (+ Porsche et Toyota.. - victoires avec la voiture dans les 3 compétitions africaines du championnat du monde)
(nb: 2e (Dacremont), 3e (Neyret) et 4e (Cl. Trautmann) du Rallye de la Coupe du Monde 1974, et 3e du Rallye-marathon Londres-Sydney 1993 (Kirkland); Bert Shankland, importateur Peugeot pour la Tanzanie, fut quant à lui 4e du Rallye Safari en 1976)

## La 504 dans le monde
La production de la Peugeot 504 s'étant poursuivie en Amérique latine et en Afrique subsaharienne jusqu'au début du XXIe siècle, elle se retrouve dans la culture de plusieurs pays. Par exemple, dans son autobiographie La voix est le miroir de l'âme, la chanteuse béninoise Angélique Kidjo raconte, à propos d'un long voyage sur de petites routes défoncées : "Nous avions loué une vieille Peugeot 504 marron. (...) Lorsqu'une voiture arrivait en sens inverse - généralement une autre 504 avec au moins dix personnes à bord -", il fallait remonter les vitres à toute allure "sous peine d'étouffer dans un épais nuage de poussière".

## Anecdotes
- Le président iranien Mahmoud Ahmadinejad a vendu le 1er mars 2011, à la suite d'une vente aux enchères internationale, sa 504 blanche de 1977 pour un montant de 2,5 millions de dollars qui seront utilisés pour son programme social[10].
- Le groupe de rap 113 fait référence à la 504 Break dans sa chanson Tonton du Bled et fait son entrée sur scène aux Victoires de la Musique avec.
- Le capitaine de police de la série télévisée Chérif roule en Peugeot 504 V6 coupé. Le véhicule est visible dans le générique de la série et tous les épisodes.
- Nestor Burma possède une Peugeot 504 cabriolet.
- L'humoriste Teddy Vrignault (qui formait avec André Gaillard le très populaire duo "Les Frères Ennemis") a mystérieusement disparu au volant de sa Peugeot 504 (couleur bronze métallisée, toit noir) le 1er novembre 1984. On n'a jamais retrouvé ni le comédien ni sa voiture.
- Une peugeot 504 apparaît dans l'épisode 2 de la 1ere saison de la série américaine Shérif, fais-moi peur.

## Galerie

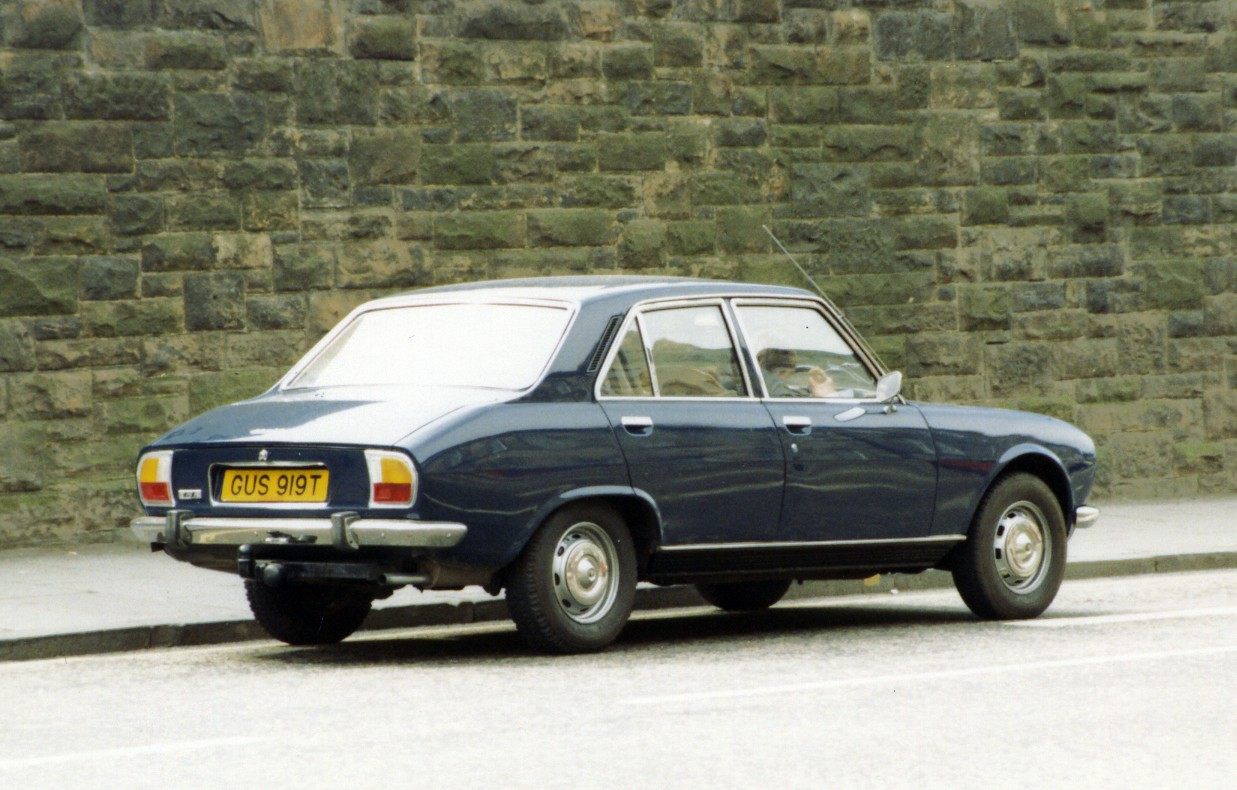
504 GL circulant en Écosse
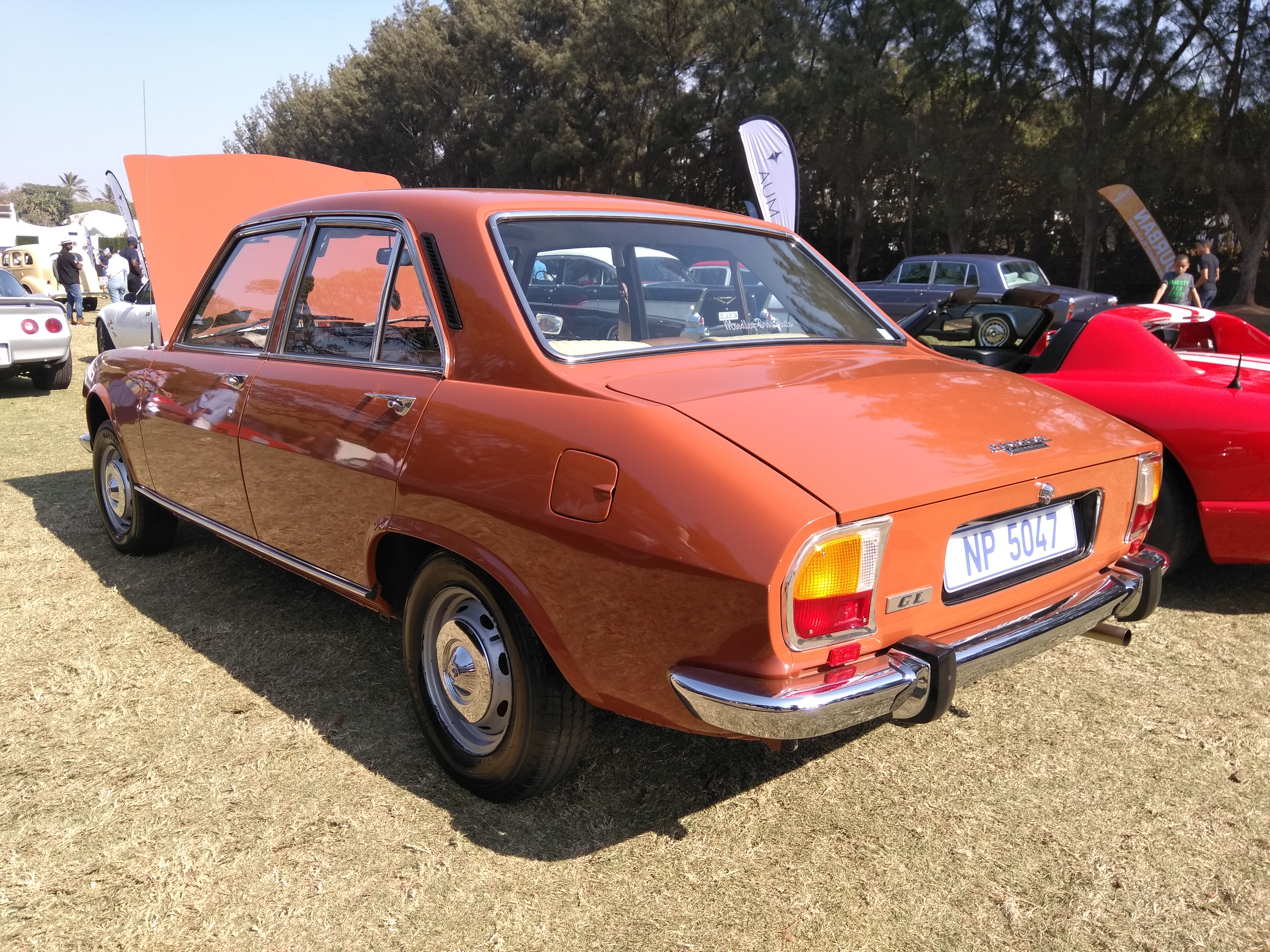
504 GL Automatique 1974 en Afrique du Sud
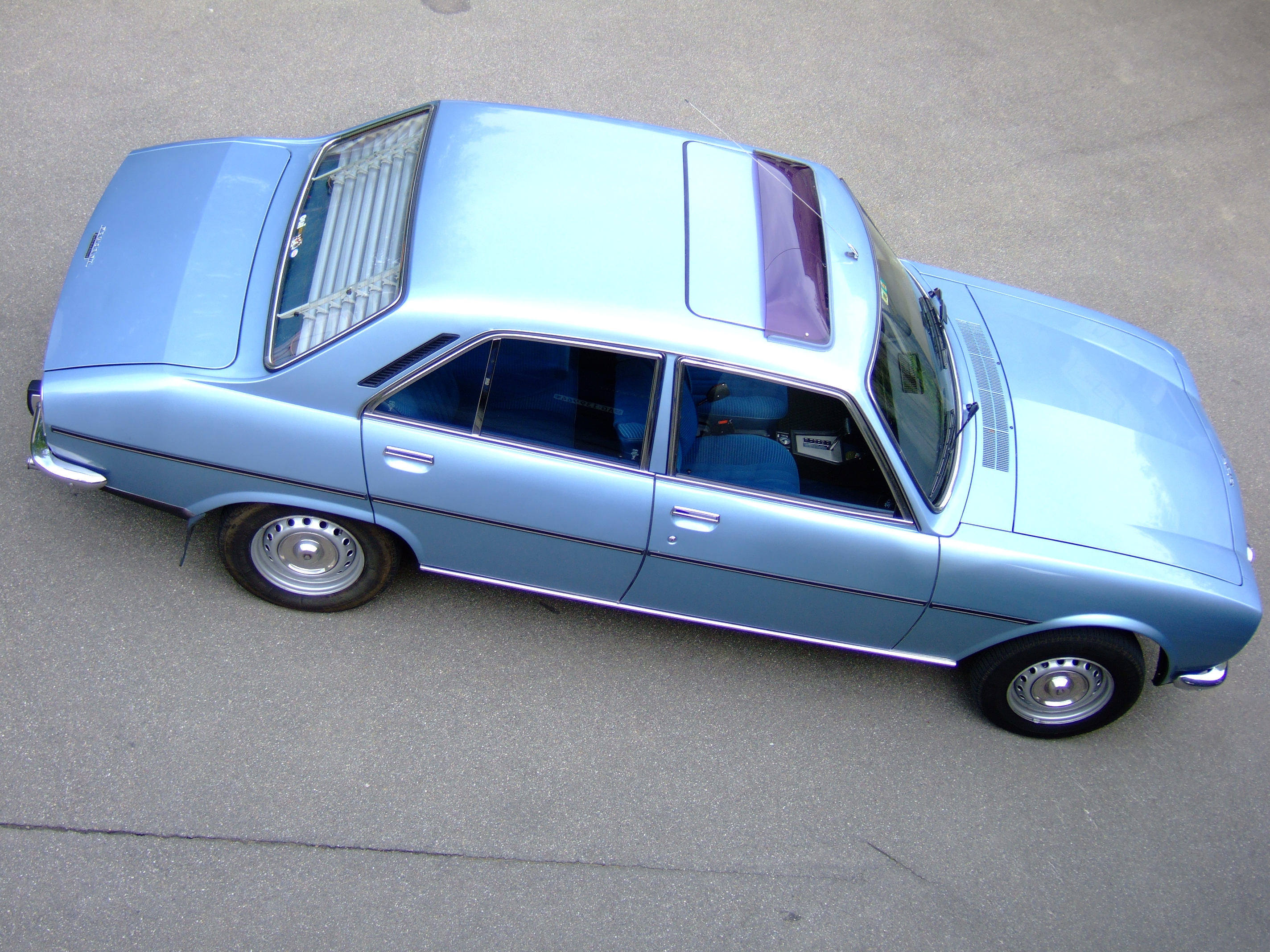
504 TI
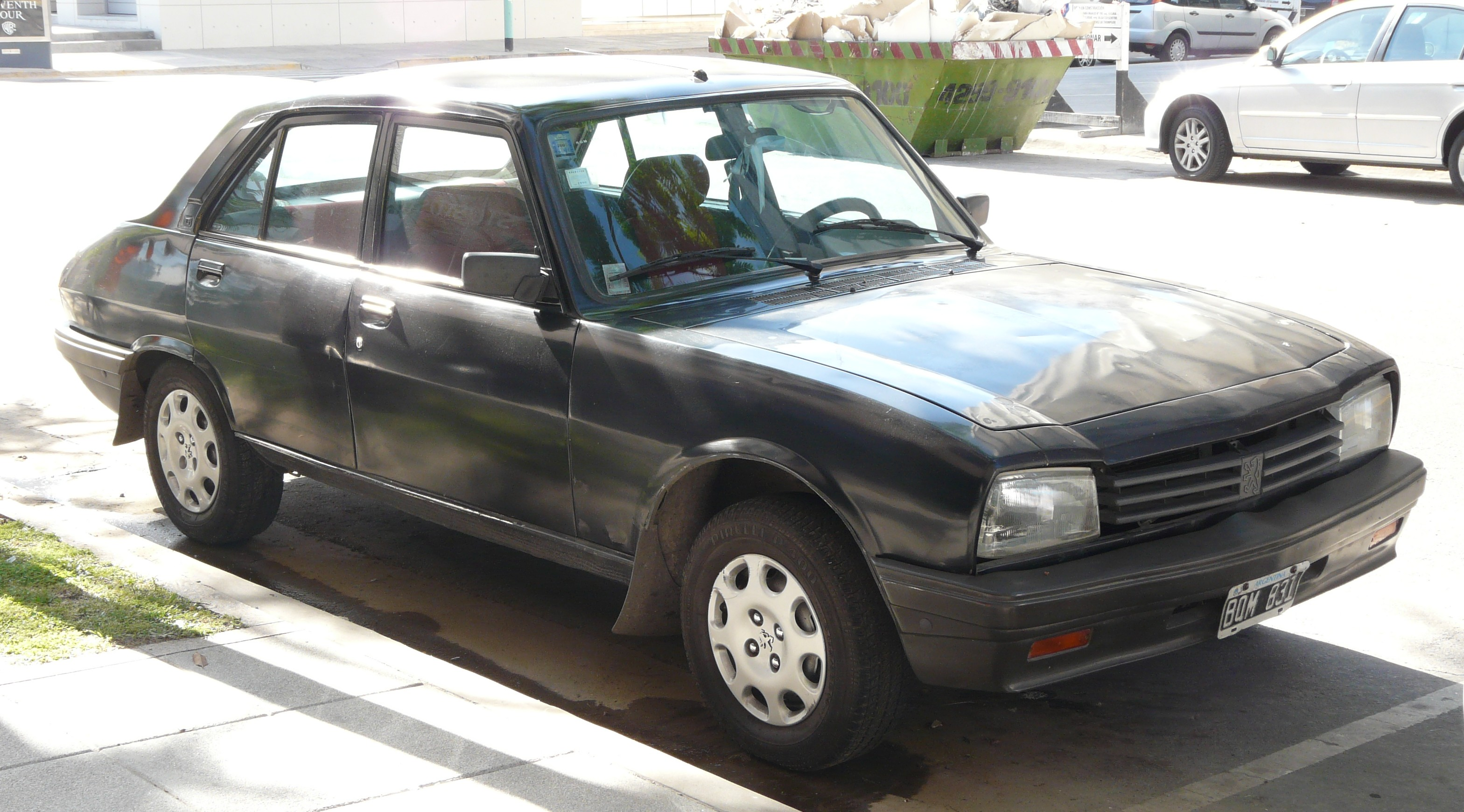
504 en Argentine, avec pare-chocs en plastique
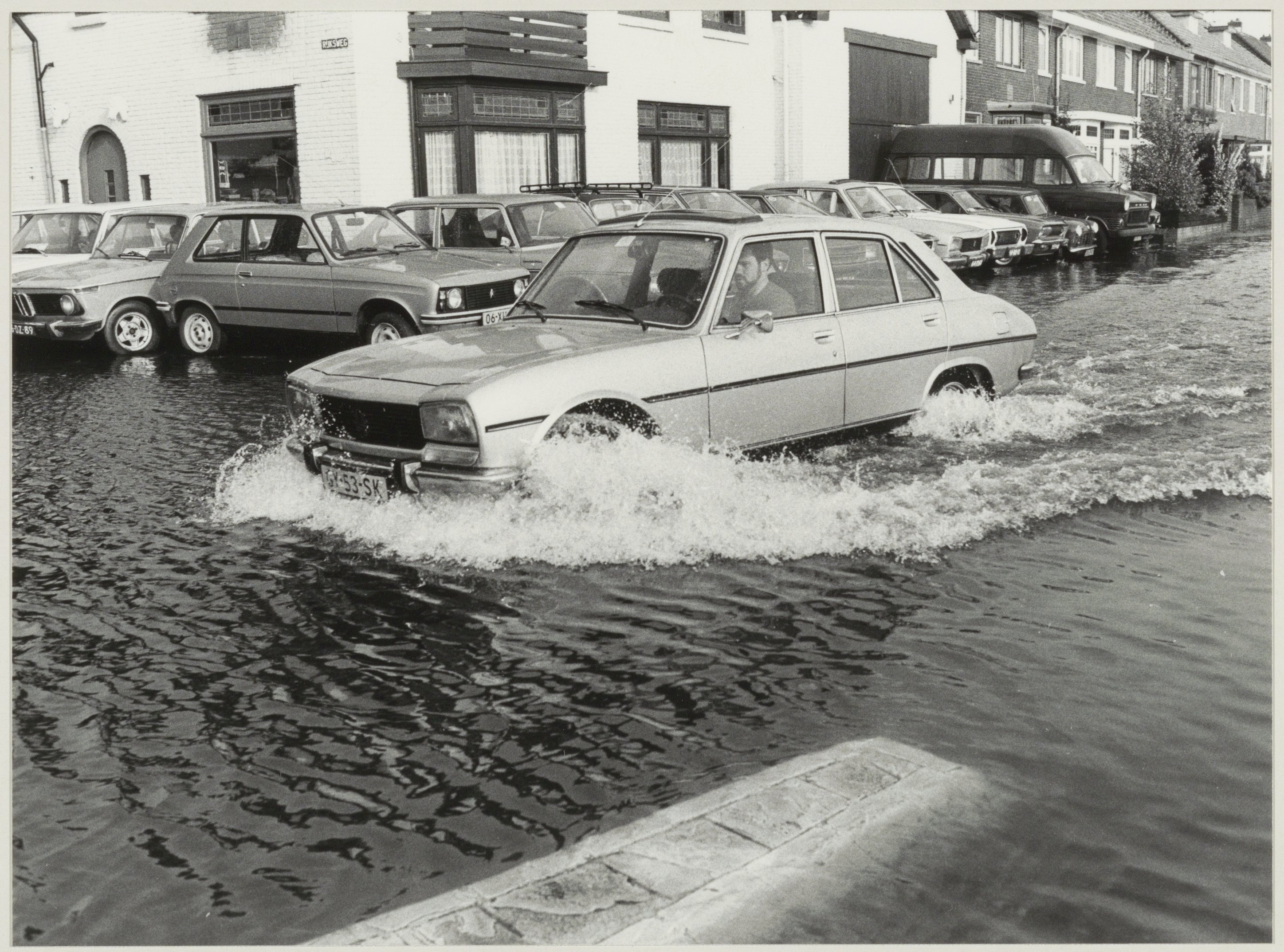
504 aux Pays-Bas
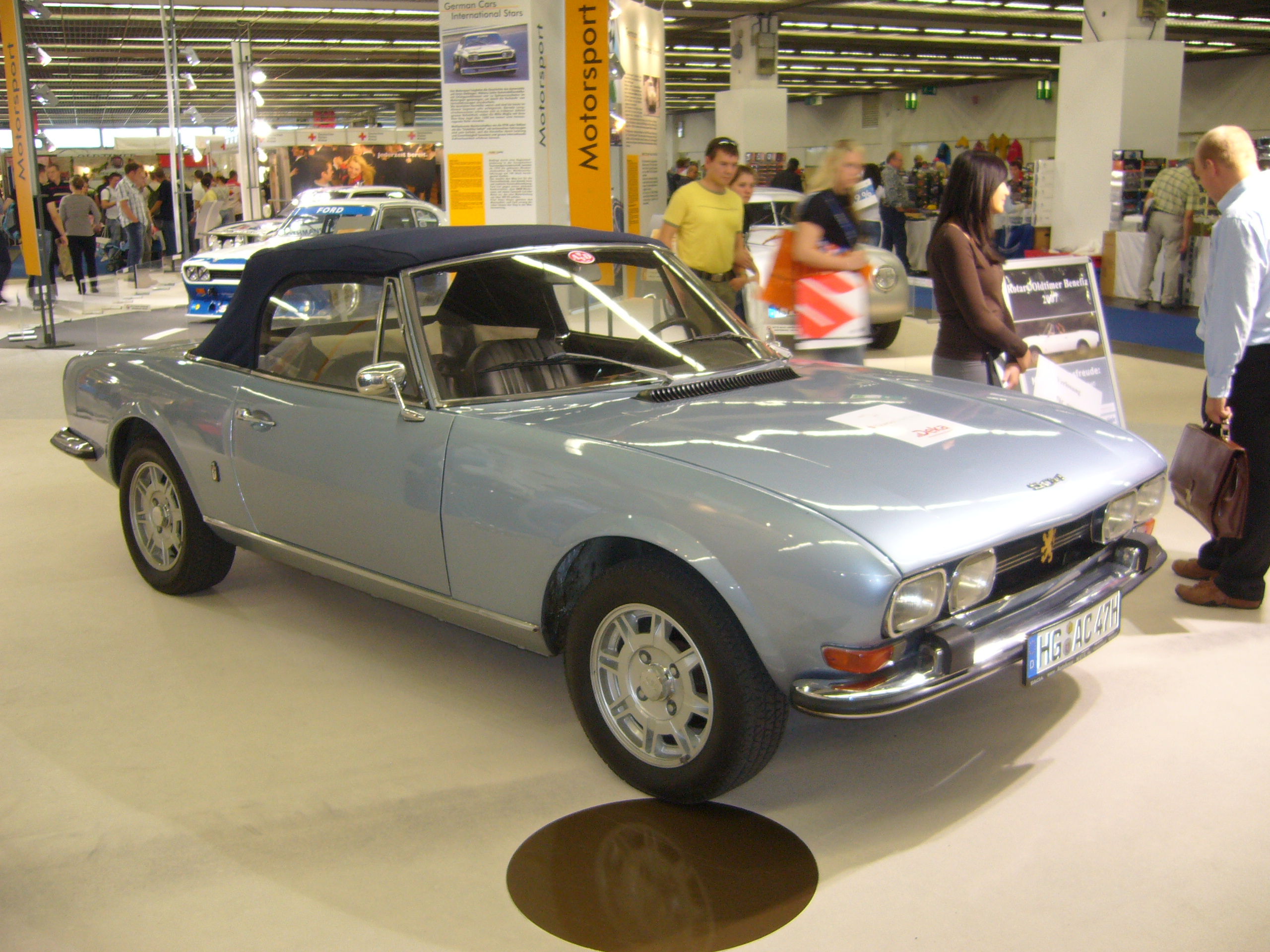
504 cabriolet
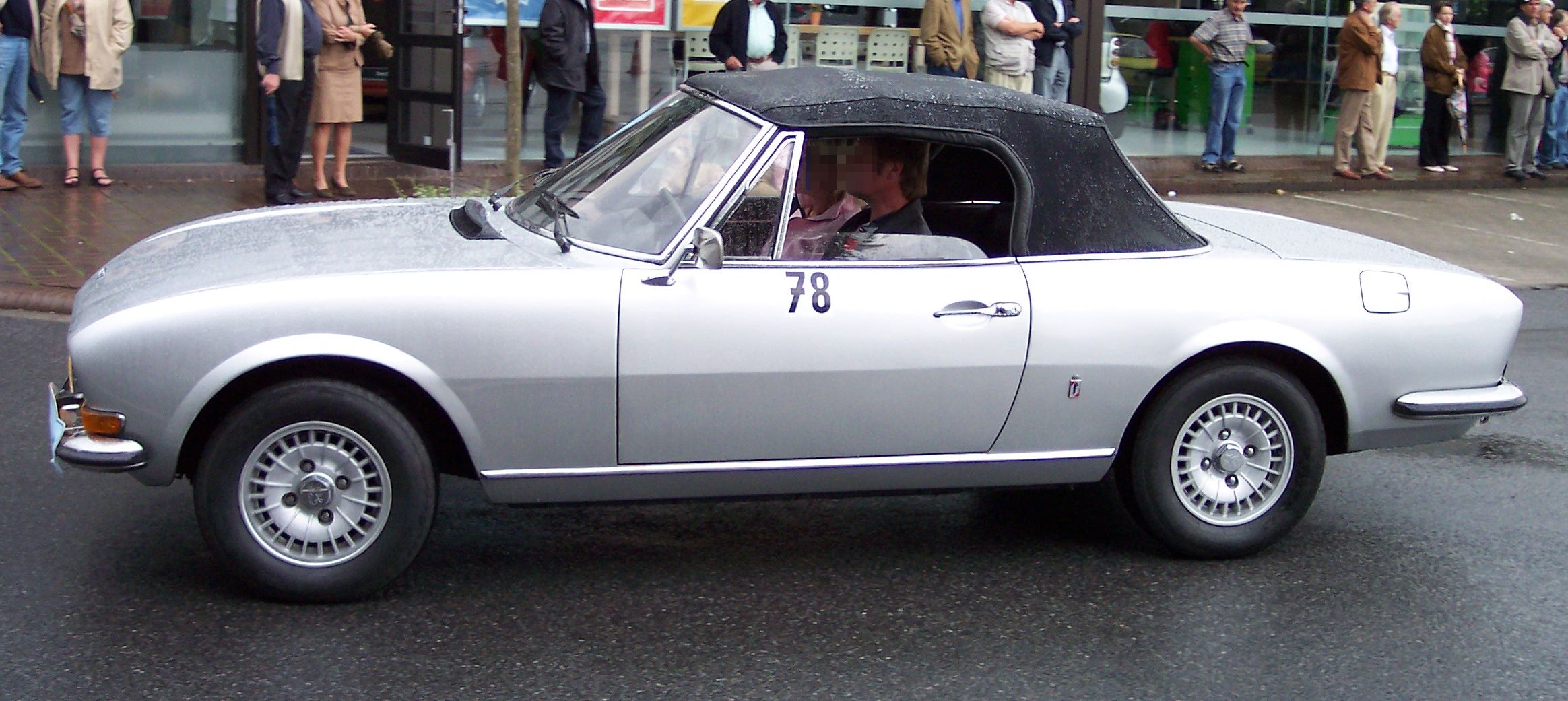
504 cabriolet 1re série
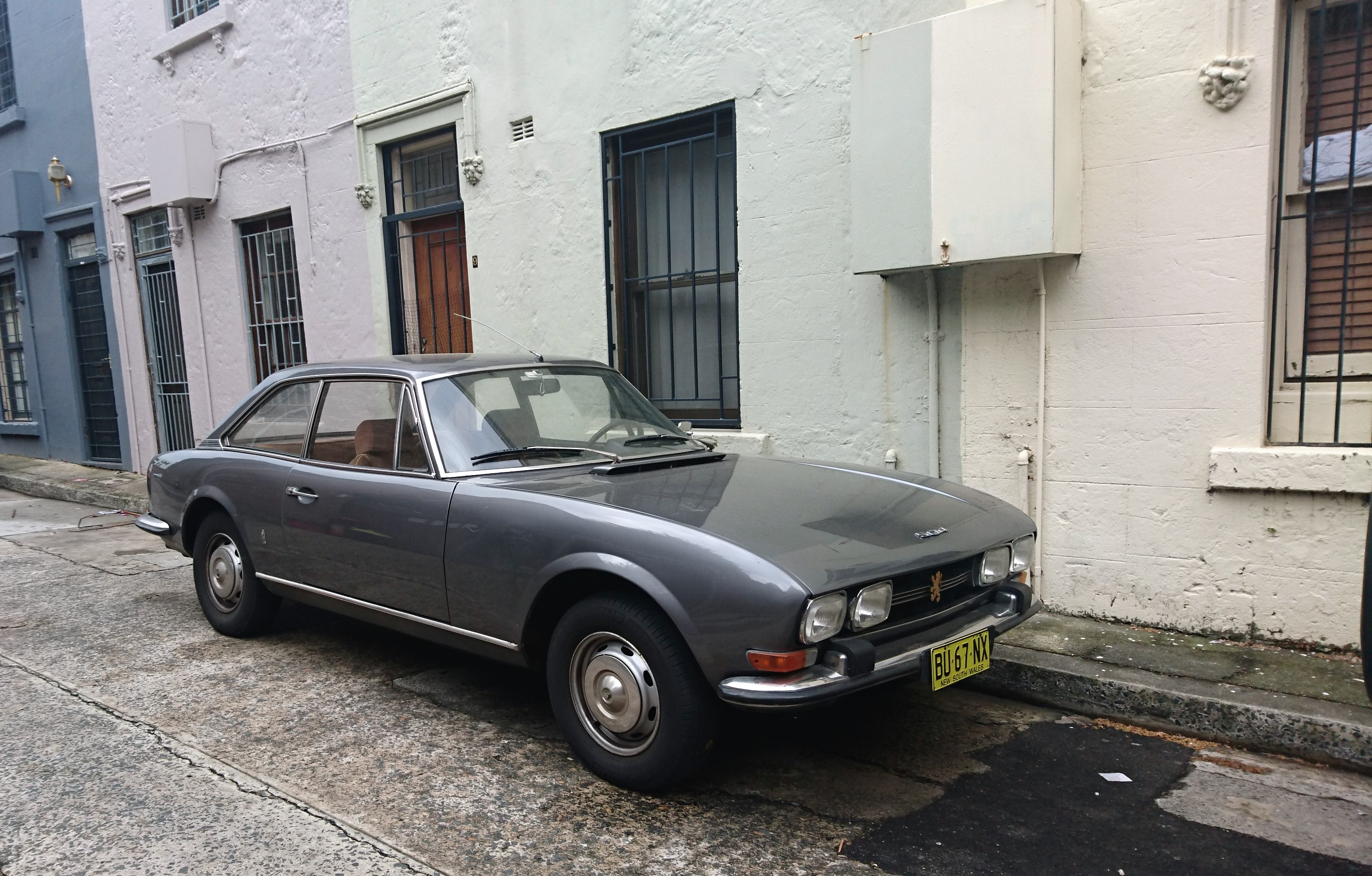
504 coupé en Australie
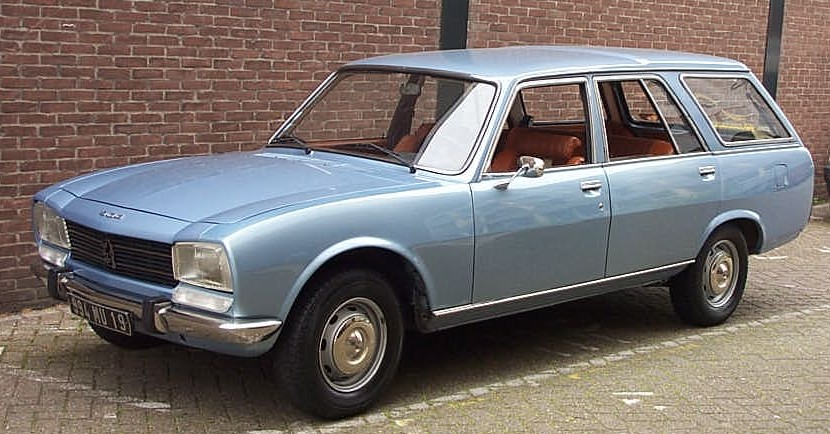
504 break GL 1978
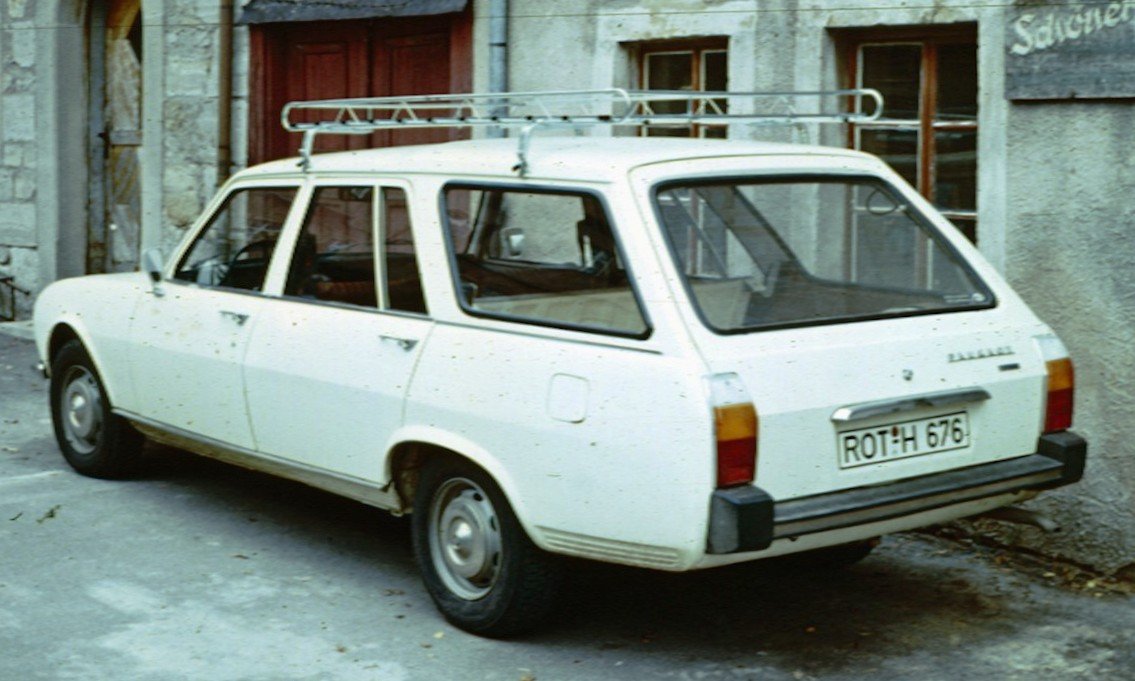
504 break commercial
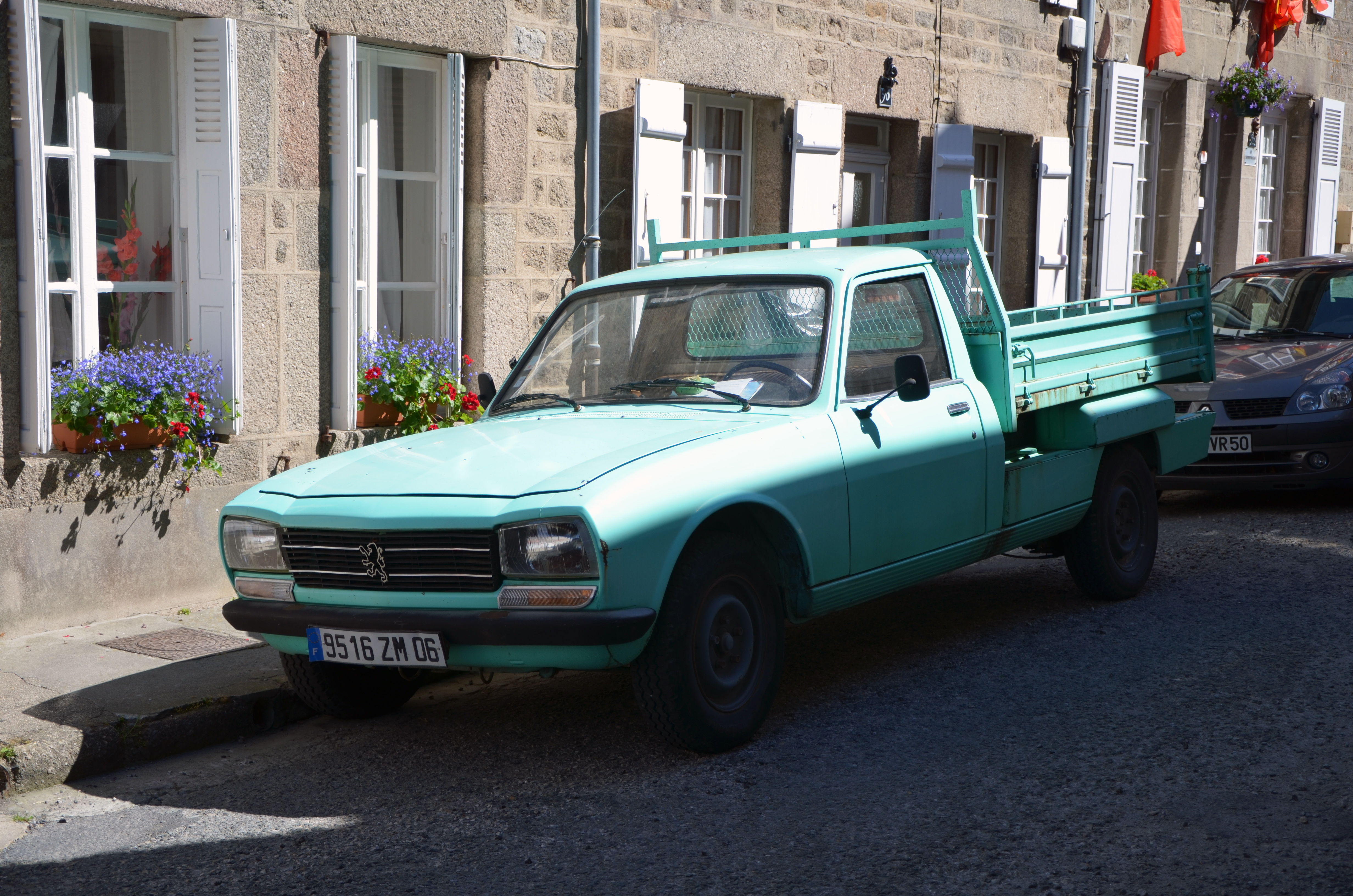
504 pick-up avec benne
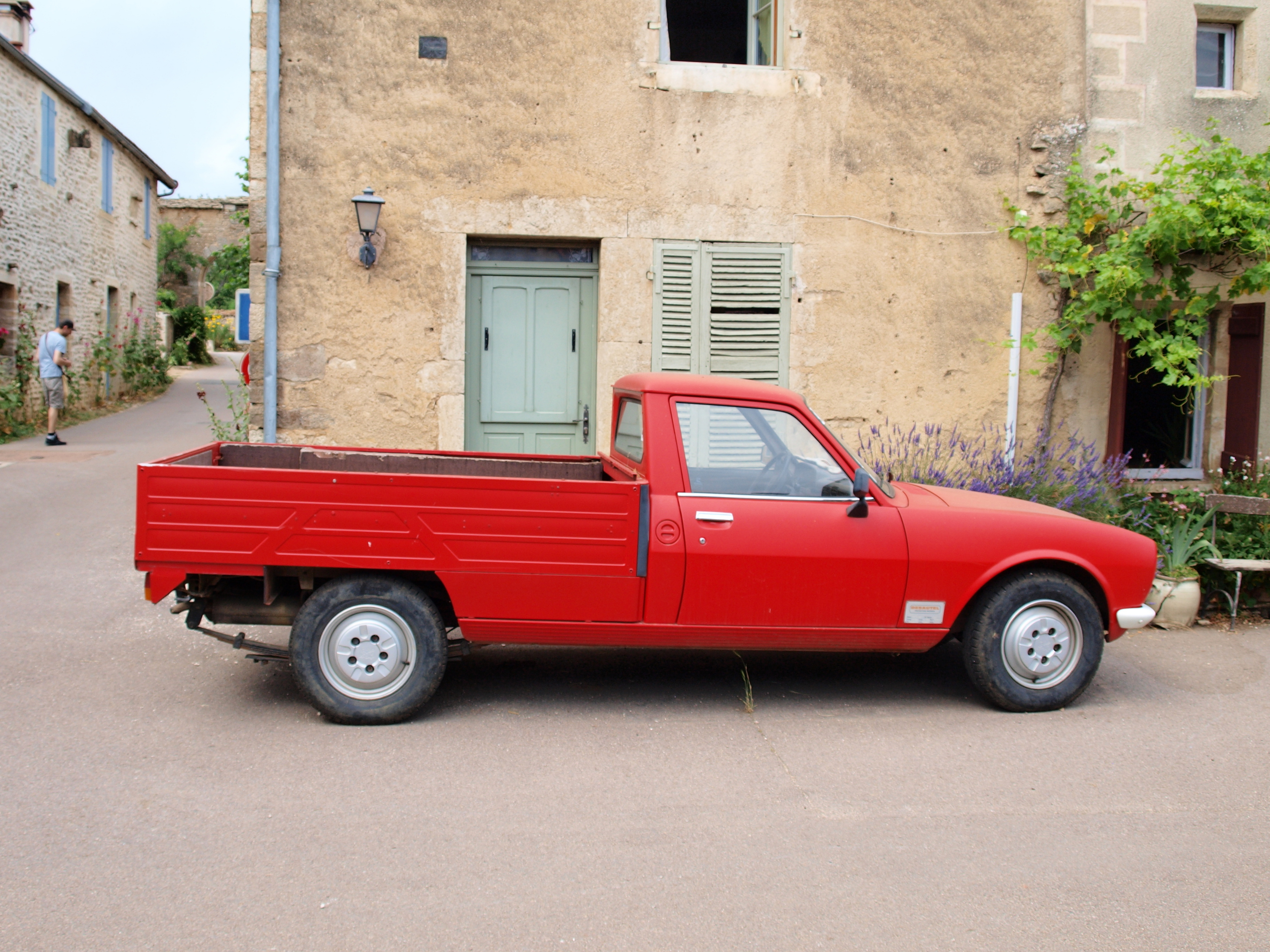
504 pick-up à Châteauneuf-en-Auxois (Côte d'Or)
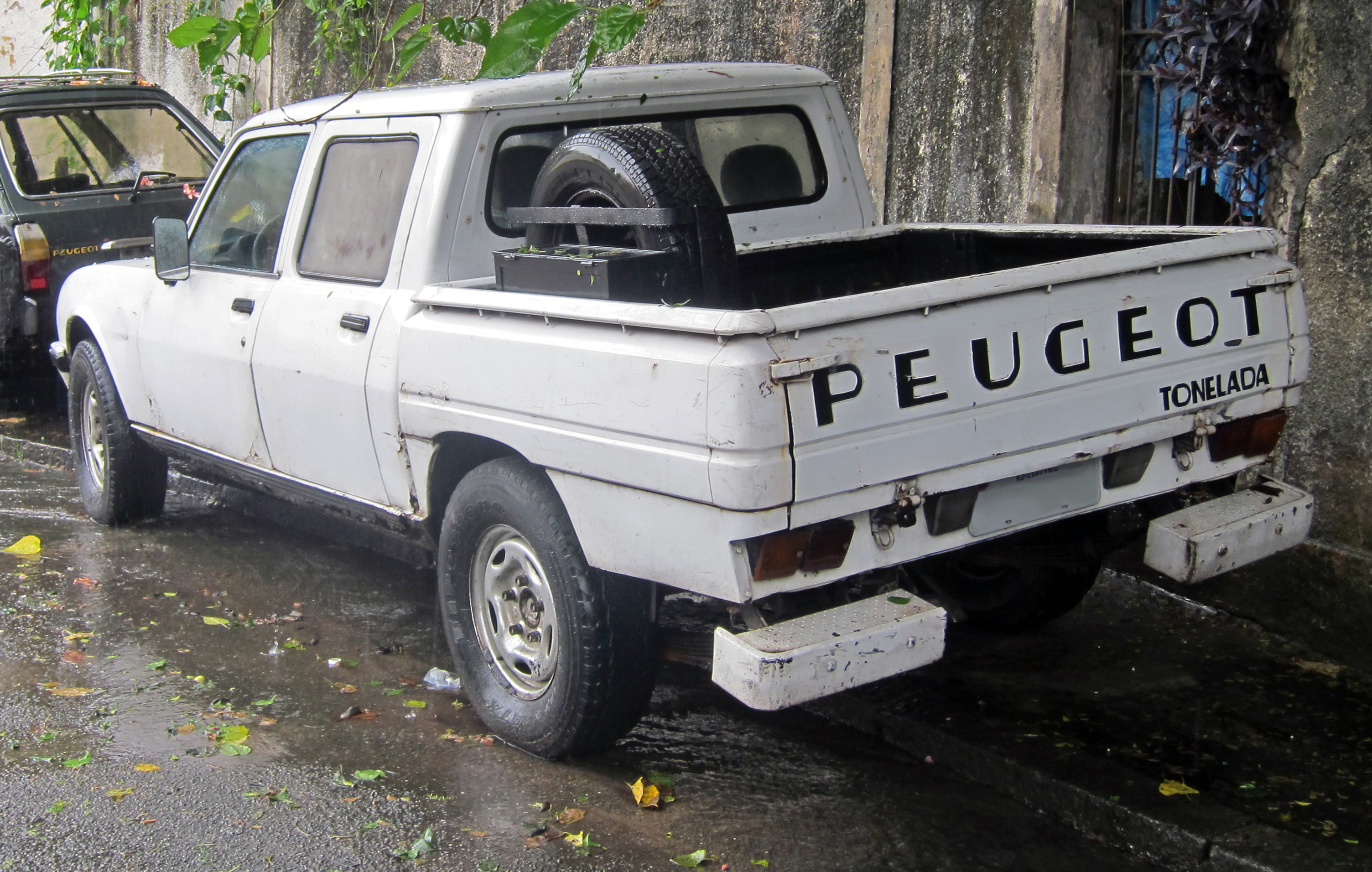
504 « Tonelada » pick-up à quatre portes au Brésil